# Gare de Franco da Rocha
La gare de Franco da Rocha (en portugais Estação Franco da Rocha) est une gare ferroviaire de la ligne 7 (Rubis) de la Companhia Paulista de Trens Metropolitanos (CTPM). Elle est située rue Cavalheiro Angelo Sestini dans la municipalité de Franco da Rocha à São Paulo, au Brésil.

## Situation ferroviaire

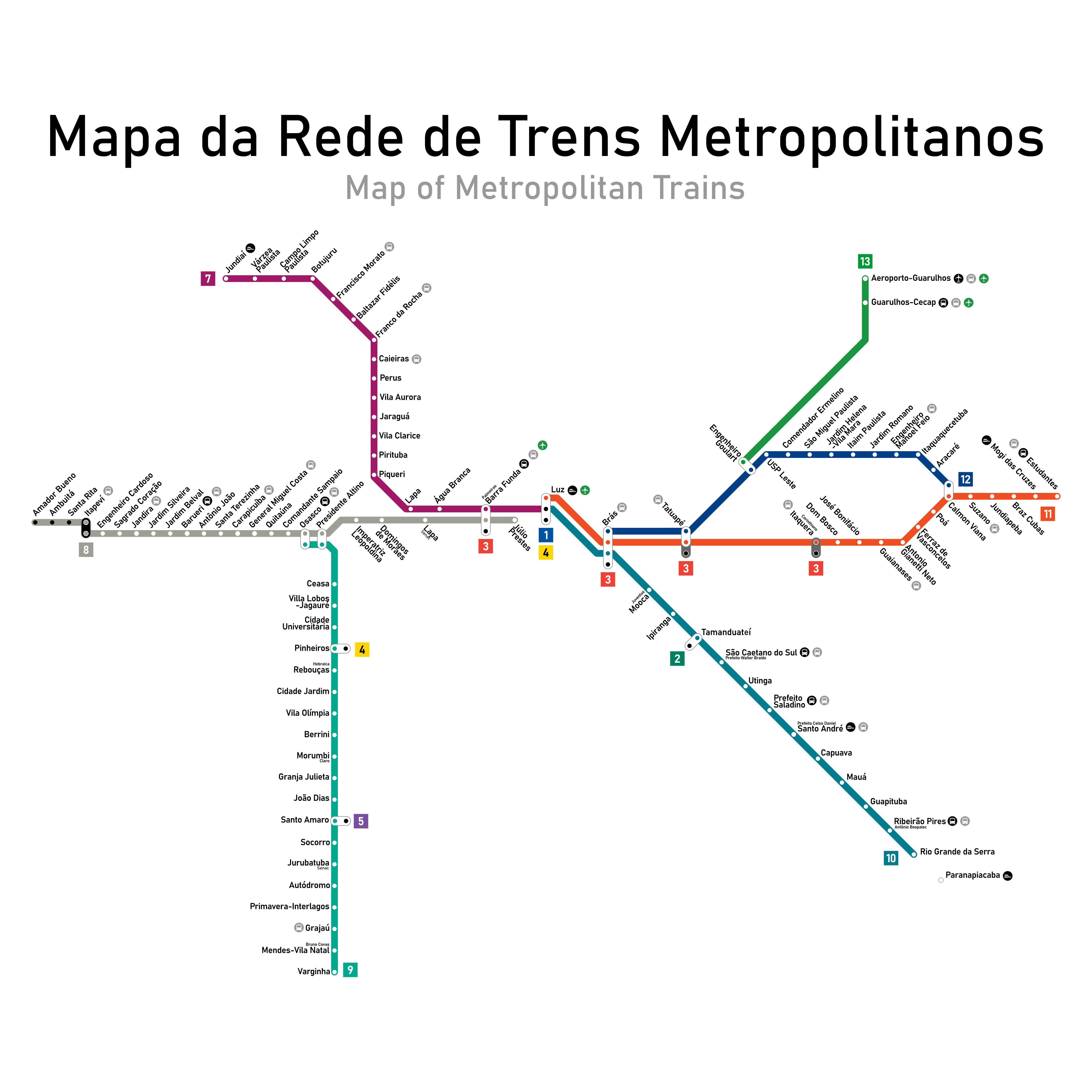
Plan des lignes de la CPTM (2020).

Établie à 723 mètres d'altitude, la gare de Franco da Rocha est située sur la ligne 7 (Rubis) de la Companhia Paulista de Trens Metropolitanos (CTPM), entre la gare de Caieiras, en direction de la gare terminus de Brás, et la gare de Baltazar Fidélis, en direction de la gare terminus de Jundiaí. 

## Histoire
La gare, alors dénommée Juquery, est mise en service le 1er février 1888, par le São Paulo Railway (SPR) sur sa ligne de chemin de fer de São Paulo reliant Santos et Jundiaí.